# Elyakim Badian

Deputatul Elyakim Badian.

Elyakim (Gustav) Badian  (în ebraică אליקים-גוסטב בדיאן) (n. 12 decembrie 1925, România – d. 13 februarie 2000) a fost un politician israelian de centru, originar din România, care a deținut funcția de deputat în Knesset-ul (Parlamentul) statului Israel.

## Biografie
Elyakim (Gustav) Badian s-a născut la data de 12 decembrie 1925 în România. A absolvit Liceul în România. S-a manifestat ca un militant activ în Mișcarea Sionistă din România de la sfârșitul celui de-al doilea război mondial. A fost membru al conducerii Mișcării Generale Sioniste “Dor Hadash”.
Badian pleacă din România în anul 1947 cu scopul de a emigra în Palestina. Prins de către trupele britanice, este internat într-un lagăr de imigranți ilegali din Cipru între anii 1947-1949. Este ales ca membru al Înaltului Comitet al Imigranților Ilegali din Cipru.
Abia în anul 1949, i se permite să emigreze în Israel. A studiat la Universitatea Politehnică din orașul Haifa, obținând diploma de inginer. Ulterior a absolvit și un Master în Administrarea Afacerilor (MBA) la Universitatea din Tel Aviv. În perioada studenției, a fost membru al Prezidiului Uniunii Studenților Sioniști “Hashmonai”.
Lucrează apoi ca inginer în Israel. Îndeplinește în paralel funcția de secretar național al Sindicatului Inginerilor din Israel (1968-1972 și 1974-1977).
Înscris în Partidul Liberal, Badian este ales ca membru al Consiliul Național al acestui partid din anul 1964. De asemenea, reprezintă Partidul Liberal ca membru în Consiliul Municipal al orașul Haifa (1965-1969 și 1972-1978).
Între anii 1977-1981, Elyakim Badian a fost deputat în Knesset-ul (Parlamentul) statului Israel din partea Partidului Likud. În această calitate, el a fost membru în Comisia Economică, Comisia pentru Muncă și Bunăstare și Comisia Controlului de Stat.
Elyakim Badian a decedat la data de 13 februarie 2000 în Israel.

## Funcții publice în Israel
Elyakim Badian a deținut următoarele funcții publice:
- deputat în Knesset din partea Partidului Likud (1977-1981)